# Општина Ђилау (Клуж)
Ђилау (рум. Gilău) општина је у Румунији у округу Клуж.
Oпштина се налази на надморској висини од 655 m.